# Чужие (фильм, 1986)
«Чужи́е» (англ. Aliens) — научно-фантастический боевик 1986 года, режиссёра и сценариста Джеймса Кэмерона. Это продолжение фильма «Чужой» и второй фильм франшизы «Чужой». Главную роль исполнила Сигурни Уивер. Действие происходит в далёком будущем, фильм рассказывает об Эллен Рипли, единственной выжившей после нападения чужого на её корабль. Когда связь с человеческой колонией на Луне, где её экипаж впервые столкнулся с чужими, обрывается, Рипли соглашается вернуться на место с подразделением колониальных морских пехотинцев для расследования. Майкл Бин, Пол Райзер, Лэнс Хенриксен и Кэрри Хенн сыграли второстепенные роли.
Несмотря на успех «Чужого», производство продолжения заняло годы из-за судебных исков, отсутствия энтузиазма со стороны 20th Century Fox и неоднократных изменений в руководстве. Несмотря на то, что Кэмерон был относительно неопытным, он был нанят для написания сюжета для «Чужих» в 1983 году по его сценариям для «Терминатора» и «Рэмбо: Первая кровь 2». Проект снова застопорился, пока новый исполнительный директор Fox Лоуренс Гордон не продолжил производство. При бюджете в размере примерно 18,5 миллионов долларов съёмки начались в сентябре 1985 года и завершились в январе 1986 года. Разработка фильма была бурной и изобилует конфликтами между Кэмероном и британской съёмочной группой в Pinewood Studios. Трудность съёмок повлияла на композитора Джеймса Хорнера, которому было дано мало времени на запись музыки.
Премьера состоялась 18 июля 1986 года. Фильм получил признание от критиков, похвалили его экшн, но некоторые критиковали интенсивность некоторых сцен. Выступление Уивер получило похвалу наряду с похвалами Билла Пэкстона и Дженет Голдштейн. Фильм получил несколько наград и номинаций, в том числе номинацию на премию «Оскар» за лучшую женскую роль за Уивер в то время, когда научно-фантастический жанр в целом упускался из виду. Он заработал 131,1–183,3 миллионов долларов, что делает его одним из самых кассовых фильмов 1986 года во всём мире.
Фильм в настоящее время считается одним из величайших фильмов 1980-х годов и одним из лучших научно-фантастических, боевиков и сиквелов, когда-либо снятых, часто считается равным или лучше, чем «Чужой». Ему приписывают расширение сферы действия франшизы за счёт дополнений к предыстории серии и таким фракциям, как колониальные морские пехотинцы. Это вдохновило на создание разнообразных товаров, включая видеоигры, комиксы и игрушки. За ним последовали два продолжения: «Чужой 3» и «Чужой: Воскрешение» и приквел «Чужой: Ромул».

## Сюжет
Спасательный челнок «Нарцисс» с погружённой в анабиоз Эллен Рипли сбивается с курса и попадает на замкнутую орбиту, где только спустя 57 лет её подбирает поисковая команда. Компания «Вэйланд-Ютани» устраивает разбирательство о судьбе космического тягача «Ностромо» и гибели экипажа от Чужого. Но, очевидно, тогдашнее отклонение «Ностромо» от курса было засекречено и нынешнее руководство об этом ничего не знает. Председатель комиссии отказывается принимать доводы Рипли и закрывает дело. Рипли обвиняют в превышении должностных обязанностей и приостанавливают её лицензию офицера безопасности на неопределённый срок. На вопрос Рипли, почему бы не послать на планету LV-426 в системе ζ-2 (Дзета Сетки) созвездия Сетки экспедицию, чтобы проверить её показания, руководство компании шокирует её, заявляя, что в этом нет необходимости: на Ахероне (нынешнее название LV-426) уже 20 лет существует рабочая колония «Надежда Хадли» из 60-70 семей, чьи жители, по их словам, не сталкивались ни с какими существами.
Спустя месяц к Рипли, которая живёт на орбитальной станции «Гэйтуэй», работая оператором погрузчика, приходят один из руководителей компании Картер Бёрк и лейтенант Горман, которые сообщают, что с «Надеждой Хадли» потеряна связь. Они предлагают Рипли отправиться на планету в качестве консультанта вместе с отрядом морской пехоты для выяснения причин. Если она согласится, то компания восстановит Рипли в звании офицера. Рипли отказывается, поскольку уверена, что компания хочет заполучить Чужого для исследований. Однако после небольшого раздумья она, страдающая от ночных кошмаров и осознающая, что ей нечего терять, соглашается, взяв слово с Бёрка, что компания не будет стараться заполучить Чужого. Оказавшись на борту военного корабля «Сулако», Рипли рассказывает морпехам о чрезвычайной опасности Чужого, но закалённые в боях солдаты не воспринимают её слова всерьёз.
После прибытия к Ахерону «Сулако» остаётся на орбите, морпехи спускаются вниз на челноке. Горман признаётся, что его опыт ограничивается симулятором и всего одним боевым вылетом. Челнок облетает здание колонии, людей нигде не видно. Морпехи заходят внутрь и находят повсюду следы боёв, баррикады и огромные дыры от кислоты в перекрытиях. В лаборатории колонии они находят колбы с Лицехватами, два из которых ещё живы. Судя по записям в журнале, Лицехватов пытались удалить до того, как они успели отложить эмбрионы в людей, но жертвы скончались во время операций. Десантники находят маленькую девочку Ребекку Джорден по прозвищу Ньют, которая всё это время пряталась в вентиляции. Десантникам удаётся засечь сигналы личных датчиков колонистов, которые находятся в одном из подземных помещений ядерного реактора, питающего атмосферный процессор. Отряд заходит в помещение и видит перестроенные Чужими стены коридоров. Рипли замечает, что помещение с колонистами находится под главными охладителями реактора и любая перестрелка может привести к повреждению системы охлаждения, что в свою очередь вызовет термоядерный взрыв процессора. Сидящий в БТР Горман даёт приказ всем сдать боеприпасы. Пулемётчики Дрейк и Васкес, сдав батареи от своих пулемётов M56 Smart Gun, тайком подключают запасные, а капрал Хикс достаёт дробовик.
Морпехи оказываются в улье Чужих, где видят множество трупов с разорванными грудными клетками, приклеенных слизью к стенам. Одна женщина оказывается ещё живой и просит десантников убить её. Не осознавая ситуацию, те пытаются её освободить, но из её груди вырывается родившийся Грудолом, и его сжигают. Воины-Чужие внезапно атакуют десантников со всех сторон. Пулемётчики, игнорируя приказ командира, открывают огонь. Видя, что запаниковавший Горман не способен командовать, Рипли садится за руль БТР и мчится на помощь. Забрав выживших бойцов, Рипли вывозит их из комплекса, БТР наезжает на Чужого и ломает ось. Поскольку Горман без сознания (ему на голову упал ящик), его место по старшинству занимает капрал Хикс. Он соглашается с планом Рипли: подняться на «Сулако» и уничтожить колонию ядерным зарядом с орбиты. Бёрк возражает, ссылаясь на дороговизну постройки и перспективы исследования Чужих, но его никто не слушает. Хикс вызывает челнок, ожидающий на удалении от колонии, но проникший на борт Чужой убивает обоих пилотов челнока и тот разбивается о здание процессора.
Собрав остатки снаряжения, отряд выживших решает укрепиться на командном посту в центре управления, восстановить баррикады колонистов и ждать помощи, которая, по словам Хикса, прибудет не раньше, чем через 17 дней. В какой-то момент у Рипли с Бишопом заходит разговор о том, что если Чужие рождаются из людей, в которых отложили личинки Лицехваты, то откуда же взялись яйца с самими Лицехватами? Ответа никто не знает. Рипли приказывает Бишопу уничтожить живых Лицехватов в лаборатории, но Бишоп ссылается на приказ Бёрка сохранить образцы до прибытия на Землю. Тогда Рипли вызывает Бёрка на разговор и тот признаётся ей, что хочет тайком доставить Лицехватов на Землю для исследований. В ответ Рипли сообщает ему, что она нашла журнал руководства колонии, из которого выяснила, что это Бёрк отправил в колонию полученные от неё координаты инопланетного корабля, где команда «Ностромо» нашла яйца Чужих, что обрекло колонистов на гибель. Рипли обещает Бёрку трибунал по прибытии на Землю. Бишоп замечает аварийный выброс пара из реактора, и сообщает, что через несколько часов реактор взорвётся, ввиду повреждения системы охлаждения. Он вызывается добраться до орбитальной антенны и вызвать дистанционно второй челнок с «Сулако».
Рипли и Ньют засыпают в медлаборатории. Проснувшись, Рипли обнаруживает, что её автомат пропал, дверь заблокирована, а два живых Лицехвата выпущены из своих колб. Рипли удаётся задействовать систему пожарной тревоги, благодаря чему подоспевшие десантники успевают уничтожить Лицехватов. Рипли рассказывает о чудовищном плане Бёрка: Рипли и Ньют доставили бы на Землю образцы для исследований внутри себя. В гиперсне обменные процессы человека замедляются, и Чужой не успел бы созреть до прибытия на Землю. Остальных пассажиров Бёрк бы уничтожил, выведя из строя капсулы криосна, после чего мог бы выдумать любую правдоподобную историю. Десантники решают расстрелять Бёрка, но в этот момент освещение в центре управления гаснет, а датчики движения засекают перемещение Чужих внутри комплекса. Обнаруживается, что Чужие обошли все баррикады, проникнув в потолочное пространство. Чужие врываются в помещение, солдаты с боем отходят. Бёрк устремляется вперёд и закрывает двери перед десантниками, но попадает прямо в лапы к Чужому. Ньют показывает дорогу через вентиляционные каналы, отряд, отстреливаясь, отходит к посадочной площадке. Васкес, отступая последней, исчерпывает боезапас и получает ранение от хлынувшей кислоты Чужого. Горман бросается ей на помощь, но Чужие окружают его, и тогда он подрывает гранатой себя вместе с Васкес и чудовищами. Взрывная волна сбивает с ног Ньют, и она падает на нижний этаж комплекса. Хикс и Рипли спускаются за ней, но их опережает Чужой, унёсший девочку. Рипли помогает раненому Хиксу дойти до челнока, который Бишоп успел вызвать с «Сулако». Она приказывает андроиду лететь к атмосферному процессору, вооружается и спускается в улей.
По датчику слежения, который она надела на Ньют раньше, Рипли находит девочку, в последний момент уничтожая собиравшихся напасть на неё Лицехватов. Рипли попадает в зал Королевы-Матки Чужих, которая и откладывает яйца. Отступая, Рипли выпускает струю огня в воздух, а затем направляет ствол огнемёта на яйца. Королева понимает угрозу Рипли и приказывает своим воинам отойти. Яйца начинают раскрываться, и потерявшая контроль Рипли сжигает их из огнемёта, а затем из подствольного гранатомёта взрывает яйцеклад Королевы. Королева отрывается от яйцеклада и бросается в погоню за Рипли. Бишоп успевает забрать Рипли и Ньют, челнок едва успевает уйти от взрыва. В ангаре «Сулако» Бишоп сообщает, что вколол Хиксу успокоительное. Королева Чужих, спрятавшаяся в нише шасси, разрывает Бишопа пополам и бросается за Ньют. Рипли, используя робота-погрузчика, вступает в бой с чудовищем и выбрасывает его в космос, открыв шлюз. Бишоп хватается за решётку и ловит Ньют, удерживая её от падения в космическое пространство.
Рипли направляет «Сулако» на Землю. Она и Ньют погружаются в криосон.

## Актёры

### Основной состав
| Актёр            | Роль                                                     |
| ---------------- | -------------------------------------------------------- |
| Сигурни Уивер    | Эллен Рипли                                              |
| Майкл Бин        | капрал Дуэйн Хикс                                        |
| Пол Райзер       | представитель корпорации «Вэйланд-Ютани» Картер Дж. Бёрк |
| Лэнс Хенриксен   | андроид корабля «Сулако» Бишоп                           |
| Кэрри Хенн       | Ребекка «Ньют» Джорден                                   |
| Билл Пэкстон     | рядовой Хадсон                                           |
| Дженетт Голдстин | рядовая Васкес                                           |
| Марк Ролстон     | рядовой Дрэйк                                            |
| Рикко Росс       | рядовой Фрост                                            |
| Дэниел Кэш       | рядовой Спанкмейер                                       |

| Актёр             | Роль              |
| ----------------- | ----------------- |
| Тип Типпинг       | рядовой Кроу      |
| Тревор Стидман    | рядовой Вежбовски |
| Синтия Дэйл Скотт | капрал Дитрих     |
| Колетт Хиллер     | капрал Ферро      |
| Эл Мэттьюс        | сержант Эйпон     |
| Уильям Хоуп       | лейтенант Горман  |
| Пол Максвелл      | Ван Лёвен         |
| Барбара Коулз     | женщина в коконе  |
| Карл Тоуп         | Чужой-воин        |

### Вырезанные сцены
| Актёр           | Роль                                  |
| --------------- | ------------------------------------- |
| Джей Бенедикт   | Расс Джорден отец Ньют                |
| Холли Де Йонг   | Энн мать Ньют                         |
| Кристофер Хенн  | Тимми брат Ньют                       |
| Мак Макдональд  | колониальный администратор Эл Симпсон |
| Элизабет Инглис | Аманда Рипли                          |

| |  |  |  |  |  |
| Актёрский состав «Чужих» слева направо: Сигурни Уивер, Майкл Бин, Пол Райзер, Лэнс Хенриксен, Кэрри Хенн и Билл Пэкстон. San Diego Comic-Con International, 2016 год |  |  |  |  |  |

## Создание

### Сценарий
После кассового успеха «Чужого» компания Brandywine Productions начала обсуждать планы на сиквел. Тем не менее, на создание сиквела потребовалось семь лет. Президент 20th Century Fox Алан Лэдд мл. поддержал идею снять «Чужого II», но Лэдд покинул компанию и основал The Ladd Company, а ему на смену пришёл Норман Леви. По словам Дэвида Гайлера, одного из основателей Brandywine, Леви считал идею сиквела «катастрофой». Сам Леви опроверг слова Гайлера и заявил, что хотел снять «Чужого II», но беспокоился насчёт бюджета. Работа над сиквелом была приостановлена, когда Гайлер и его коллеги из Brandywine Уолтер Хилл и Гордон Кэролл подали в суд на Fox за невыплаченную прибыль от «Чужого». Fox воспользовалась методами Голливудской бухгалтерии и объявила, что «Чужой» понёс финансовые потери, несмотря на то, что картина заработала свыше 100 миллионов долларов при бюджете в 9-11 миллионов. По утверждению студии, «Чужой» стал кассовым провалом. Иск Brandywine был улажен весной 1983 года. Fox договорилась профинансировать производство «Чужого II», но не заниматься дистрибуцией.

В руководстве Fox произошли кадровые перестановки. Новый президент студии Джо Уайзен поддержал идею снять сиквел, но другие руководители отнеслись к ней уклончиво. Летом 1983 года руководитель отдела разработки Ларри Уилсон приступил к поискам сценариста. Он наткнулся на сценарий научно-фантастического блокбастера Джеймса Кэмерона «Терминатор» и показал его Гайлеру. Осенью 1983 года Кэмерон написал 42-страничный черновик сценария к «Чужому II» за три дня. Мнения руководства насчёт сценария разделились. Один из продюсеров был недоволен тем, что в сценарии было множество элементов хоррора и отсутствовало развитие персонажей. Переговоры по продаже прав на сиквел создателям франшизы «Рэмбо» Марио Кассару и Эндрю Дж. Вайне провалились, а работа над картиной вновь зашла в тупик.
В июле 1984 года Лоуренс Гордон сменил Уайзена на посту руководителя Fox. Среди проектов, которые находились у студии в стадии разработки, был «Чужой II». Гордон удивился, что никто из руководства не взялся за реализацию проекта. Съёмки «Терминатора» были отложены на девять месяцев, так как Арнольд Шварценеггер был вовлечён в съёмки «Конана-разрушителя». У Кэмерона появилось свободное окно в графике и он подготовил 90-страничный сценарий. При написании Кэмерон позаимствовал идеи из нереализованного сюжета под названием «Мать», повествующего о схватке королевы Чужих с погрузчиком-экзоскелетом. Сценарий произвёл впечатление на руководство Fox, а Кэмерон выразил желание стать режиссёром. В феврале 1985 года он прислал завершённый сценарий руководству Fox за несколько часов до забастовки голливудских сценаристов. Продюсерам понравился сценарий, но они испытывали опасения вокруг бюджета. Fox оценивала бюджет в 35 миллионов долларов, но Хёрд настаивала на 15,5 миллионах. Председатель Fox Барри Дилер предложил 12 миллионов, но Кэмерон и Хёрд отказались и покинули проект. Гордон переговорил с Дилером, заставив Кэмерона и Хёрд вернуться, и дал проекту зелёный свет. Название «Чужие» (англ. Aliens) произошло от того, как Кэмерон во время питчинг-встречи написал на доске слово «Чужой» (англ. Alien) и добавил суффикс «$».
Кэмерон впервые увидел фильм «Чужой», когда подрабатывал водителем грузовика. Режиссёр не понимал, зачем оригиналу нужен был сиквел. По его мнению, первый фильм получился идеальным, а второму было бы трудно воссоздать бурю эмоций и новизну оригинала. Кэмерон и Хёрд предложили объединить элементы хоррора «Чужого» с экшном «Терминатора». Кэмерон охарактеризовал первый фильм как «особняк с привидениями», а второй сравнил с «американскими горками». Кроме того, Кэмерон всегда мечтал снять фильм про пехотинцев в космосе.

### Подбор актёров
Сигурни Уивер неоднократно отказывалась от съёмок. Но, прочитав сценарий Кэмерона, актриса проявила интерес к сиквелу. Кэмерон и Хёрд хотели вернуть Уивер к съёмкам. Но руководство Fox им отказало, так как продюсеры не хотели платить актрисе большой гонорар. Студия считала, что может подорвать позицию в переговорах с агентом Уивер. Переговоры между Уивер и Fox затянулись. Кэмерон и Хёрд позвонили агенту Шварценеггера и сказали, что вычеркнут Рипли из сценария. При этом Кэмерон знал, что агент сообщит об этом агенту Уивер. Вскоре контракт актрисы был подписан. Уивер заплатили 1 миллион долларов и процент от кассовых сборов, самый высокий гонорар в её карьере на тот момент.
На роль Ньют искали неизвестную актрису. Кэрри Хенн была замечена кастинг-агентами в её школе в Лейкенхите в Англии. Несмотря на то, что у Хенн не было актёрского опыта, Кэмерон говорил, что у неё было прекрасное лицо и выразительные глаза. Продюсер Уолтер Хилл предложил Кэмерону взять на роль Хикса своего близкого друга Джеймса Ремара. Но через неделю после старта съёмок Ремар был отстранён якобы из-за неотложных семейных дел или творческих разногласий с Кэмероном. Позже актёр признался, что был отстранён от съёмок после ареста за хранение наркотиков. Вместо Ремара Хёрд предложила роль Майклу Бину. Также рассматривалась кандидатура Стивена Лэнга. Билл Пэкстон получил роль Хадсона после того, как продюсеры были впечатлены его ролью в комедии «Ох уж эта наука!». Лэнс Хенриксен предложил использовать для Бишопа контактные линзы, но Кэмерон отверг идею, так как, по мнению режиссёра, Бишоп выглядел бы страшнее Чужих. Бин, Пакстон и Хенриксен работали с Кэмероном на съёмках «Терминатора». «Чужие» стали первой крупной ролью Пола Райзера в кино после небольших ролей в таких фильмах, как «Полицейский из Беверли-Хиллз».
Среди актёров морпехов были британцы и американцы. Вместе они проходили трёхнедельный курс интенсивной подготовки в рядах Британской особой воздушной службы. Ветеран войны во Вьетнаме Эл Мэттьюс занимался армейской подготовкой актёров, учил их не направлять оружие на людей, так как холостые патроны могли быть опасными. Тренировка помогла актёрам развить дух товарищества. Уивер, Райзер и Хоуп не участвовали, так как Кэмерон хотел, чтобы их герои вместе с морпехами отнеслись друг к другу скептически. После того, как Бин был утверждён на роль, он пропустил тренировку, из-за которой не смог усовершенствовать наряд морпеха, в отличие от других актёров, и надел костюм Ремара. Кэмерон придумал предысторию для каждого морпеха и попросил актёров прочитать роман «Звёздный десант».
Рядовой Васкес стал дебютной ролью Дженетт Голдстин в художественном кино. Она была безработной актрисой и ходила в спортзал. По просьбе Кэмерона Голдстин набрала 10 фунтов (4,5 кг) для роли. Голдстин носила тёмные контактные линзы, и её кожу покрасили в более тёмный цвет, чтобы актриса выглядела как латиноамериканка. Чтобы воссоздать манеру поведения и акцент, Голдстин смотрела интервью с бандами. Рикко Росс был прикреплён к проекту «Цельнометаллическая оболочка», съёмочный график которого на неделю совпал с «Чужими». Росс беспокоился, что фильмы Кубрика постоянно выходили за рамки расписания, и вместо этого выбрал «Чужих». Чтобы получить роль, Марк Ролстон наврал создателям «Чужих», сказав им, что он снялся вместе с Аль Пачино в «Революции». Изначально Уильям Хоуп должен был сыграть Хадсона, но Кэмерон и Хёрд решили испробовать другой подход к персонажу.
Синтия Дейл Скотт была начинающей певицей, когда её взяли на роль. Колетт Хиллер расстроилась из-за того, что ей пришлось побрить голову для роли. Вскоре она собиралась выйти замуж и попросила создателей фильма купить ей длинный светлый парик, но она так и не стала его носить. Тревор Стидман был скорее каскадёром, чем актёром. «Чужие» стали первой ролью Дэниела Кэша в кино. Он предложил Кэмерону подарить своё пальто, если режиссёр даст ему роль. Кроме того, Кэш прослушивался на роль Хадсона. Во время съёмок актёры останавливались в гостинице Holiday Inn в Беркшире. «Боже, мы отлично провели время. Мы все очень крепко держались вместе. Именно там я впервые встретил Лэнса Хенриксена, от которого я был без ума. Эл Мэттьюс был человеком с добрым духом и отличным голосом. И остальные британцы вроде каскадёра Тревора Стидмана, который хватал меня за бицепс и говорил: „Батюшки, сколько много мяса внутри этого кошачьего достоинства!“», — вспоминал Пэкстон.

### Съёмки
Производство картины началось 30 сентября 1985 года и потребовало 75 съёмочных дней. Бюджет составил 18,5 миллионов долларов, без учёта расходов на печать копий фильма и рекламу. Съёмки в основном проходили в павильонах студии Pinewood Studios в Англии. Джеймс Реман случайно проделал дыру в декорациях фильма Фрэнка Оза «Магазинчик ужасов», съёмки которого велись в соседнем павильоне.
Съёмки проводились бурно. Канадец Джеймс Кэмерон не был знаком с традицией британской киноиндустрии пить чай всей съёмочной группой каждый будний день в течение часа. Кэмерон был недоволен тем, что команда теряла время. Съёмочная группа считала, что Кэмерон неопытный режиссёр, а Хёрд получила свою работу лишь потому, что была его партнёршей. Оператор Дик Буш хотел отснять гнездо Чужих при ярком освещении, но Кэмерон уволил его и заменил Адрианом Биддлом. Также Кэмерон уволил первого ассистента режиссёра Дерека Крэкнелла, что вынудило съёмочную команду Pinewood отказаться продолжать съёмки в знак протеста.
Гнездо Чужих снималось внутри заброшенной электростанции Актон-Лэйн в Лондоне. После окончания съёмок декорации были оставлены, а потом использованы для кинокомикса «Бэтмен». Когда снималась посадка десантного челнока «Сулако» на планете Ахерон, корабль трясся и его потолок рухнул на актёров и съёмочную группу. Никто не пострадал, но остатки декораций ударили Кэмерона по голове. Чтобы сэкономить бюджет, Хёрд заставила Кэмерона заплатить за первую сцену, в которой лазер вскрывает капсулу Рипли для гиперсна. По словам Хенриксена, Пэкстон не знал, что снимется в сцене трюка с ножом. Когда сцену переснимали, Хенриксен случайно задел ножом мизинец Пэкстона.
Иногда актёры импровизировали. Фраза Уивер «Отойди от неё, мерзкая тварь!» была отснята одним дублем из-за плотного графика съёмок. Фраза «Игра окончена, чувак!» возникла, когда Пэкстон придумал для Хадсона предысторию, в которой он играл в видеоигры и симуляторы. Хенн было трудно испугаться ксеноморфов, поэтому ей пришлось притвориться, что за ней гонится собака. В перерывах между съёмками некоторые актёры, в частности Уивер и Пэкстон, проводили время с Хенн, занимаясь раскрасками и лепкой из глины. Большую часть свободного времени Бин проводил вместе с Пэкстоном. Уивер дарила каждому актёру букет цветов в тот день, когда снималась сцена его смерти. Актриса подарила Райзеру букет мёртвых цветов.

### Спецэффекты
Художник Сид Мид нарисовал космический корабль морпехов «Сулако». Изначально он задумал «Сулако» как шар с большим количеством антенн, но Кэмерон хотел более плоскую модель, которая могла бы двигаться мимо камеры без изменений фокусного расстояния. В представлении Мида «Сулако» выглядел как грузовое судно, перевозящее военных. Внешний вид корабля включал в себя серию погрузочных ворот, передвижной кран, двигатель в задней части и два больших орудийных приспособления. Чтобы удвоить количество капсул гиперсна, декораторы использовали зеркала, позволив сэкономить бюджет. Художник Рон Кобб спроектировал интерьеры десантного челнока «Сулако» и бронетранспортёра (БТР) и экстерьеры колонии вместе с транспортными средствами. Макет десантного челнока был изготовлен в натуральную величину. После съёмок первого фильма Fox подарила историку Бобу Бёрнсу III модель заброшенного корабля ксеноморфов, которую позже использовали для второго фильма.
Орудие морпехов весило от 65 до 70 фунтов (от 29 до 32 кг) и было изготовлено из немецкого зенитного пулемёта MG 42, крепления Steadicam и запчастей от мотоцикла. За основу дизайна импульсной винтовки были взяты пистолет-пулемёт Томпсона и помповый дробовик Franchi SPAS-12. Для сцен, в которых Рипли держала Ньют вместе с оружием, была сделана кукла, так как носить пушку вместе с девочкой одновременно было тяжело для Уивер. Голдстин ни разу не носила оружие на съёмках и неправильно держала его при съёмке крупным планом. В итоге её подменила Хёрд. Ядерный взрыв колонии в финале картины был создан с помощью просвеченной лампочкой ваты. Reebok создала специальную обувь, которую Уивер носила в фильме.
Концепт-художник Ханс Руди Гигер, придумавший облик Чужого, не участвовал в создании «Чужих» из-за занятости в хорроре «Полтергейст 2». На смену Гигеру пришёл Стэн Уинстон. Кэмерон также работал художником и придумал костюмы Чужих-воинов, но не стал тратить на их дизайн много времени, а сами костюмы были показаны в фильме лишь на пару секунд. Чужих играли танцоры и каскадёры в лёгких костюмах, которые позволили им быстро передвигаться. Использовалось несколько 8-футовых манекенов для Чужих, которые принимали нечеловеческие позы. Когда ксеноморфов расстреливали и уничтожали, кукол подвешивали и взрывали. Эффект кислотной крови Чужих создавался при помощи тетрахлорида, циклогексиламина, уксусной кислоты и жёлтого красителя. Дизайн королевы Чужих придумал сам Кэмерон. Была сооружена огромная конструкция, внутри которой разместили двух человек. Их покрыли чёрными мусорными пакетами и подвесили на подъёмный кран. Как только конструкцию успешно протестировали, Кэмерон приступил к написанию сцены. Кукла королевы Чужих высотой 14-футов (4,3 м) была сделана из лёгкого пенопласта.

### Музыка
Джеймс Хорнер познакомился с Кэмероном в 1980 году, когда работал вместе с режиссёром Роджером Корманом над фильмом «Битва за пределами звёзд». «Чужие» были первой совместной работой Хорнера и Кэмерона, которую Хорнер назвал «кошмаром». Композитор прилетел в Лондон и рассчитывал написать музыку за шесть недель. Но Кэмерон до сих пор снимал и монтировал картину, а у Хорнера оставалось лишь три недели на запись партитуры. Композитор предложил продюсерам перенести дату премьеры фильма, чтобы хватило времени на музыку, но ему ответили отказом, а сам Хорнер уже начал писать «Имя розы». Партитура записывалась на студии Эбби-Роуд при участии Лондонского симфонического оркестра. Композиция для кульминационной битвы между Рипли и королевой Чужих была записана за одну ночь.
Кэмерон впервые услышал музыку, когда её исполнял оркестр, и ему она не понравилась. Хотя режиссёр не имел опыта в написании музыки, он быстро переделал её, подобрав звучание синтезаторов из «Терминатора». Кэмерон вырезал лишние фрагменты музыки и заменил их композициями Джерри Голдсмита из «Чужого». Также Кэмерон попросил малоизвестных композиторов заполнить пробелы. Позже режиссёр рассказал в интервью, что музыка была отличной, но она не хорошо сочеталась с фильмом. Звук «инопланетного укуса» Хорнера изначально должен был присутствовать только в сцене с женщиной в коконе. Кэмерону не нравился звук, но в итоге он решил использовать его на протяжении всего фильма. Вырезанные фрагменты музыки Хорнера позже были использованы в боевике «Крепкий орешек».

## Критика
Критики в целом посчитали «Чужих» достойным преемником «Чужого». По мнению рецензентов журналов Variety и The New York Times, сиквел не смог воссоздать новизну оригинала, но «Чужие» компенсировали спецэффектами, непрерывным потоком острых ощущений и страшными сценами. Шейла Бенсон назвала «Чужих» ироничным и весёлым фильмом. По словам Рика Когана, благодаря «Чужим» у научно-фантастического хоррора есть шанс оказаться развлекательным жанром после многих фильмов про внеземную расу, которые были плохо восприняты критиками. Дэйв Кер и Ричард Шикель назвали фильм редким случаем, когда продолжение превосходит оригинал. Кер похвалил экшн как инструмент развития персонажей. «Чужие», как считает Шикель, эволюционировали из «Чужого», дав Уивер возможность исследовать новую глубину эмоций. Роджер Эберт назвал вторую половину фильма «мучительным и напряжённым». Несмотря на превосходный пример режиссёрского творчества, критик не стал уверять, что «Чужих» можно назвать развлекательным фильмом. Издание Orlando Sentinel назвало «Чужих» один из самых шокирующих фильмов за долгое время.
Рецензенты единогласно хвалили игру Уивер. Бенсон назвал её раскаленным добела ядром фильма, вокруг которого были возведены дерзкий интеллект и глубокий атлетизм «Чужих», и Рипли воплотила образ не ради мести, а ради сострадания. По мнению Эберта, сочувствие Уивер выдержало весь фильм. Коган сравнил её с Джоном Рэмбо.
Фильм имеет рейтинг одобрения 94 % на сайте-агрегаторе рецензий Rotten Tomatoes из 140 рецензий со средней оценкой 8,9/10. По мнению критиков, «В то время как „Чужой“ был чудом медленно нарастающего атмосферного напряжения, „Чужие“ наносят гораздо более глубокий удар и отличаются типично сильной игрой Сигурни Уивер». На Metacritic фильм получил 84 балла из 100 по мнению 22 критиков, что свидетельствует о «всеобщем признании».

### Награды и номинации
«Чужие» получили две награды на премии «Оскар» в 1987 году: «Лучший монтаж звуковых эффектов» (Дон Шарп) и «Лучшие визуальные эффекты» (Роберт Скотак, Стэн Уинстон, Джон Ричардсон, Сюзанна Бенсон). Уивер была номинирована на «Лучшую женскую роль», но проиграла Марли Мэтлин («Дети меньшего бога»). Уивер стала первой женщиной, которую получила номинацию «Лучшая женская роль» за научно-фантастический фильм, жанру которому уделялось мало внимания. Картина получила ещё четыре номинаций: «Лучшая музыка» (Хорнер); «Лучшая работа художника-постановщика» (Питер Ламонт и Криспиан Саллис); «Лучший монтаж» (Рэй Лавджой) и «Лучший звук» (Грэм В. Хартстон, Николас Ле Мессюрье, Майкл А. Картер и Рой Чарман). Номинация Уивер стала редким случаем в жанрах боевика и научной фантастики. На 44-й премии «Золотой глобус» актриса была номинирована на «Лучшую женскую роль в драме», но вновь проиграла Мэтлин из «Детей меньшего бога».
На 40-й церемонии вручения наград BAFTA «Чужие» получили награду за «Лучшие визуальные эффекты» и ещё три номинации: «Лучший работа художника-постановщика»; «Лучший грим и причёски» (Питер Робб Кинг) и «Лучший звук». На 14-й премии «Сатурн» лента выиграла восемь наград: «Лучший научно-фантастический фильм», «Лучшая актриса» (Уивер), «Лучший молодой актёр или актриса» (Кэтрин Хенн), «Лучшая актриса второго плана» (Дженетт Голдстин), «Лучший актёр второго плана» (Билл Пэкстон), «Лучшие спецэффекты» (Уинстон и L.A. Effects Group) и «Лучший режиссёр» и «Лучший сценарий» (оба для Кэмерона). Он получил премию Хьюго за «Лучшую постановку».